# 曼尼普尔毛主义共产党
曼尼普尔毛主义共产党是印度曼尼普尔邦的一个毛派政党，其目标是“通过武装革命战争建立一个共产主义社会”。 该党表示，将致力于使曼尼普尔人民从“印度殖民统治”中解放出来。